# Mishkin-Qalam

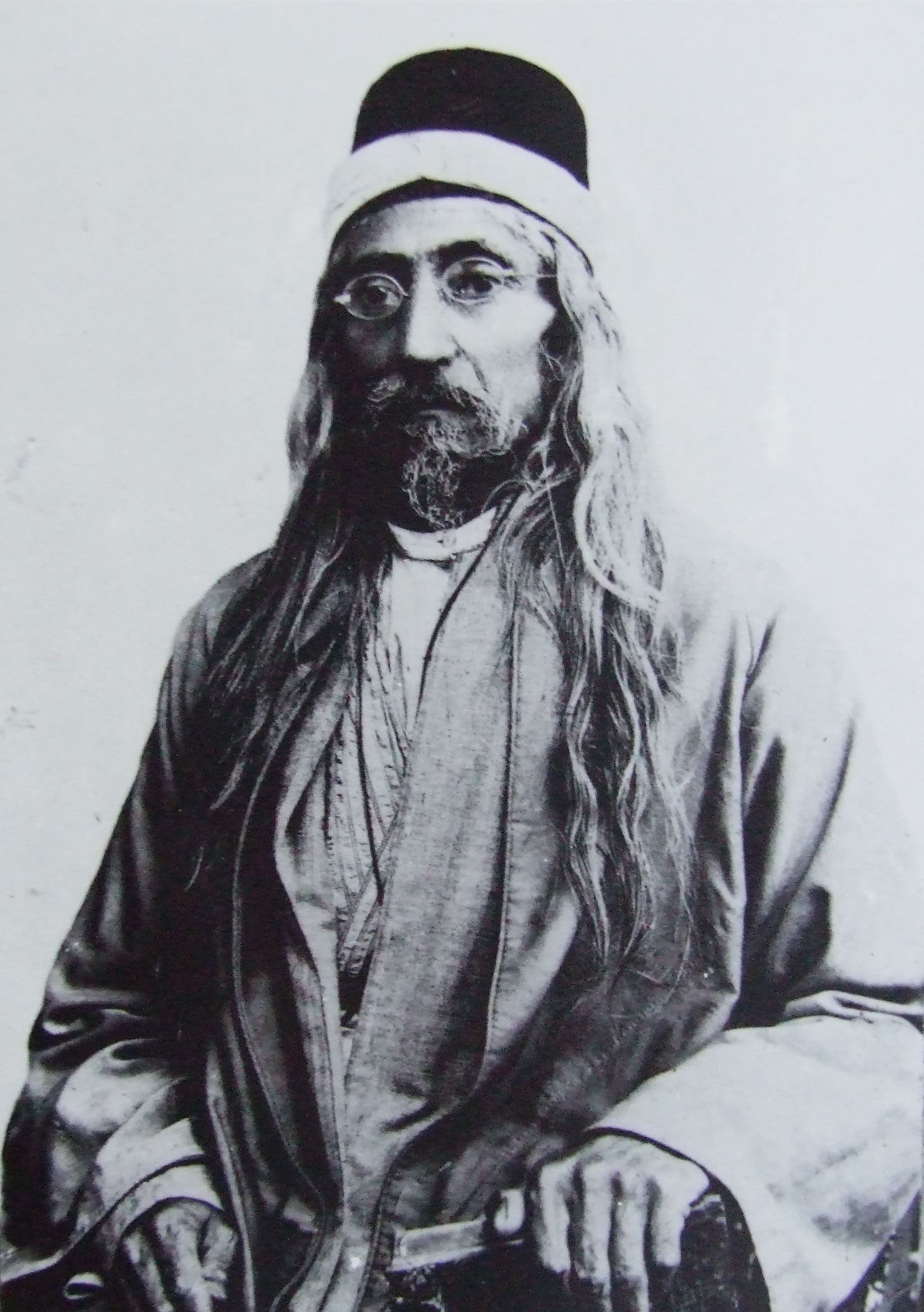
Mishkin-Qalam

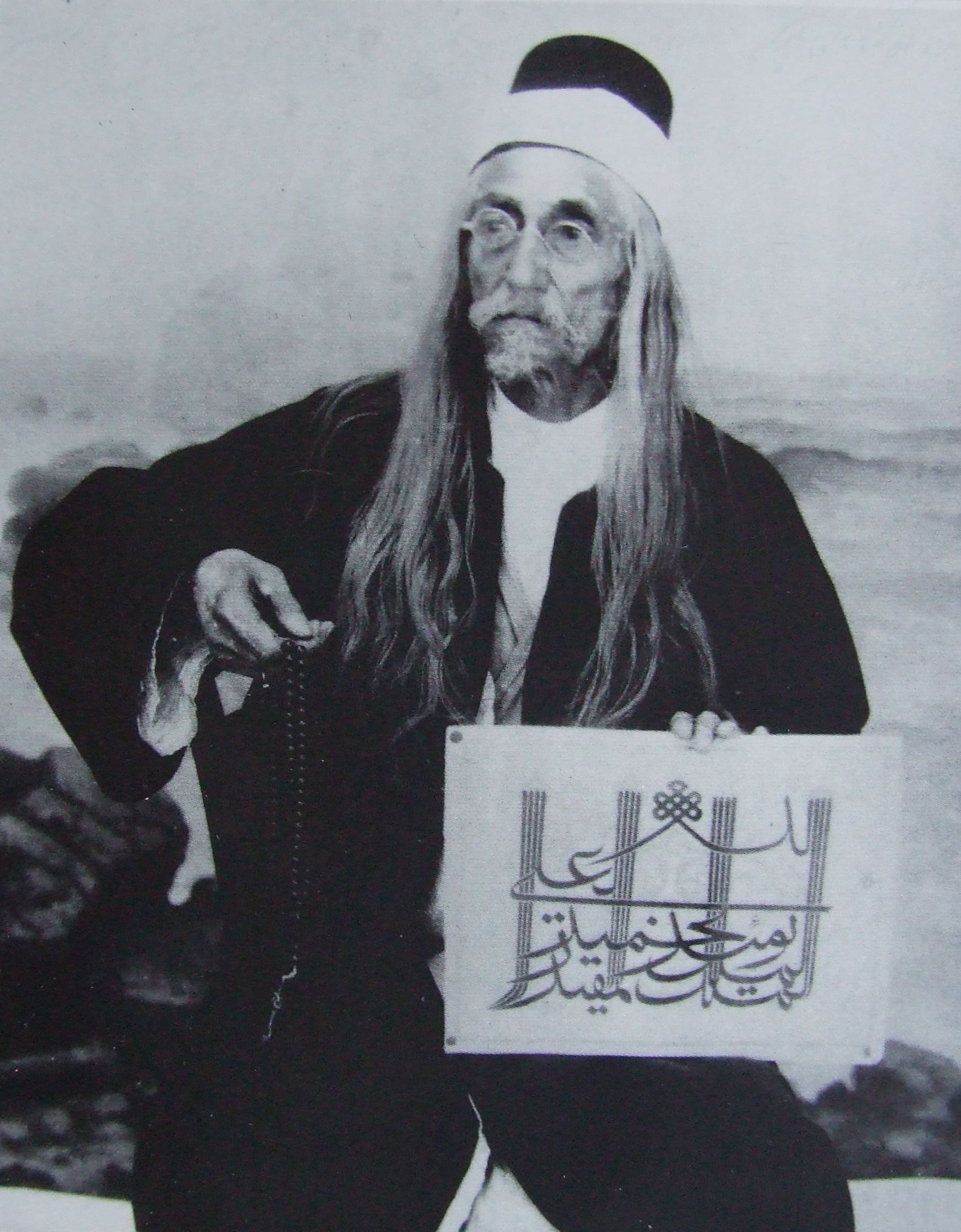
Mishkin-Qalam

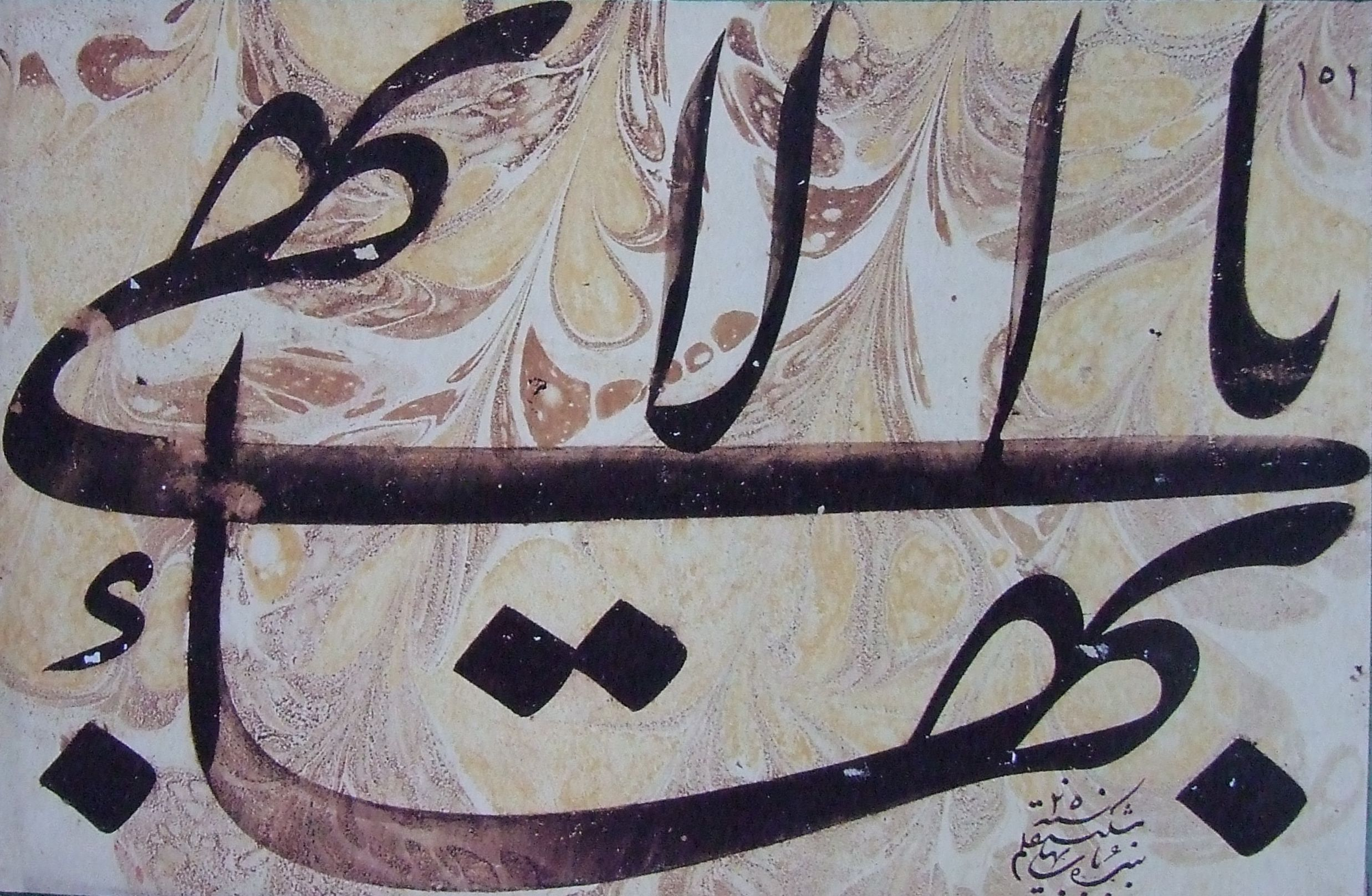
Kalligrafie des Größten Namens von Mishkin-Qalam

Mishkin-Qalam (persisch مشكن قلم Mischkin Kalam) war der Ehrentitel des führenden iranischen Kalligrafen Mirza Husayn-i-Isfahani (* 1826 in Schiraz, Iran; † 1912 in Bahji bei Akkon, Palästina, Osmanisches Reich). Außerdem war er ein prominenter Bahai und einer der 19 Apostel Baha’u’llahs.

## Leben

### Frühe Jahre
Mirzá Husayn-i-Isfaháni, der jeden Schönschreibstil beherrschte, gravierte im Alter von etwa 25 Jahren ein Bild von dem ersten Minister des Schahs in die Rückseite eines Papierblattes. Hierdurch wurde Naser ad-Din Schah auf Mirzá Husayn-i-Isfahánis kalligrafischen Talente aufmerksam und ernannte ihn zum Lehrer des Kronprinzen. Man erzählt, dass der Schah selbst dem Kalligrafen den Titel Mishkin-Qalam gab, was moschusduftende oder pechschwarze Feder bedeutet. Während einer kurzen Beurlaubung vom Hofe des Schahs, fuhr Mishkin-Qalam, der ein Derwisch war, nach Isfahan und traf dort einen Bahai und nahm daraufhin den Glauben an. Er kehrte nicht an den Hof des Schahs zurück, sondern reiste nach Edirne und kam dort in die Gegenwart Baha’u’llahs. Von dieser Zeit an war sein Leben vollständig dem Bahai-Glauben geweiht und unterzeichnete seine Kalligrafien mit „Der Diener am Tore Bahás, Mishkin Qalam“. Er schrieb unter anderem den Größten Namen, Yá Bahá’u’l-Abhá, O Du Herrlichkeit des Allherrlichen, in den verschiedensten Formen nieder und verschickte diese Kalligrafien überallhin. Eine dieser Formen wurde das Standardsymbol des Bahai-Glaubens. Einige Zeit später begab sich Mishkin-Qalam, offenbar auf Anordnung Baha’u’llahs, in das nahegelegene Istanbul, wo er für den osmanischen Sultan Abdülaziz eine Anzahl von Kalligrafien anfertigte. Unglücklicherweise hatte er in dem persischen Botschafter am Hofe einen Feind, der ihn verriet und dafür sorgte, dass Mishkin-Qalam schließlich wegen seiner Zugehörigkeit zur Gruppe der Bahai 1867 gefangen gesetzt wurde.

### Zypern
Als Baha’u’llah 1868 mit seiner Begleitung ins Exil nach Akkon geschickt wurde, wurde Mishkin-Qalam gleichzeitig zusammen mit drei anderen Anhängern Baha’u’llahs im Gefolge von Subh-i-Azal nach Famagusta auf Zypern deportiert. Trotz seiner Gefangenschaft konnte er seine Kalligrafie betreiben. Als 1878 die Insel als Britisch-Zypern unter britische Hoheit fiel, suchte Mishkin-Qalam um Entlassung aus zypriotischer Gefangenschaft an, musste aber auf Grund bürokratischer Hürden noch bis September 1886 warten. In jenem Monat fuhr er mit einem Schiff nach Akkon zu Baha’u’llah.

### Letzte Jahre
In Akkon lehrte er die Kunst des Schönschreibens und fertigte kalligrafische Kopien zahlreicher Bahai-Schriften an. Eine Kopie der Verborgenen Worte in der Handschrift des Kalligrafen wurde in Deutschland veröffentlicht. In Akkon lernte Mishkin-Qalam auch den Orientalisten Edward Granville Browne kennen, der den Kalligrafen und das Treffen mit ihm in dem Bericht seines Aufenthaltes in Akkon integriert hat. Nach dem Tode Baha’u’llahs im Jahre 1892 reiste Mishkin-Qalam nach Ägypten, Damaskus und Indien. In Indien wirkte er auch an den ersten Publikationen der Bahai-Religion in jenem Lande mit. Auch dort fertigte er Kalligrafien an. Als Abdul-Baha hörte, dass der Kalligraf schon alt und schwach war, bat er ihn 1905 nach Akkon zurückzukommen. Eine Beschreibung Mishkin-Qalams in hohem Alter findet sich in der Novelle „The Mountain of God“ von Ethel Stefana Stevens, die spätere Lady Drower.
Einer der letzten Dienste, die Mishkin-Qalam dem Bahai-Glauben leistete, war der Entwurf der kunstvollen Inschriften auf den Marmorsarkophag, den die Bahai von Myanmar für die sterblichen Überreste des Bab gestiftet hatten. Zahlreiche Kalligrafien befinden sich in Bahai-Archiven, werden in Bahai-Zentren ausgestellt oder befinden sich im privaten Besitz von Bahai in der ganzen Welt. Einige Stücke befinden sich sogar in bekannte Museen wie beispielsweise die bildliche Darstellung eines aus Buchstaben geformten Hahnes, die sich im M. Sackler Museum der Harvard University befindet. Mishkin-Qalam lebte bis zu seinem Tode in Bahji nördlich von Akkon.